# Stylopidae

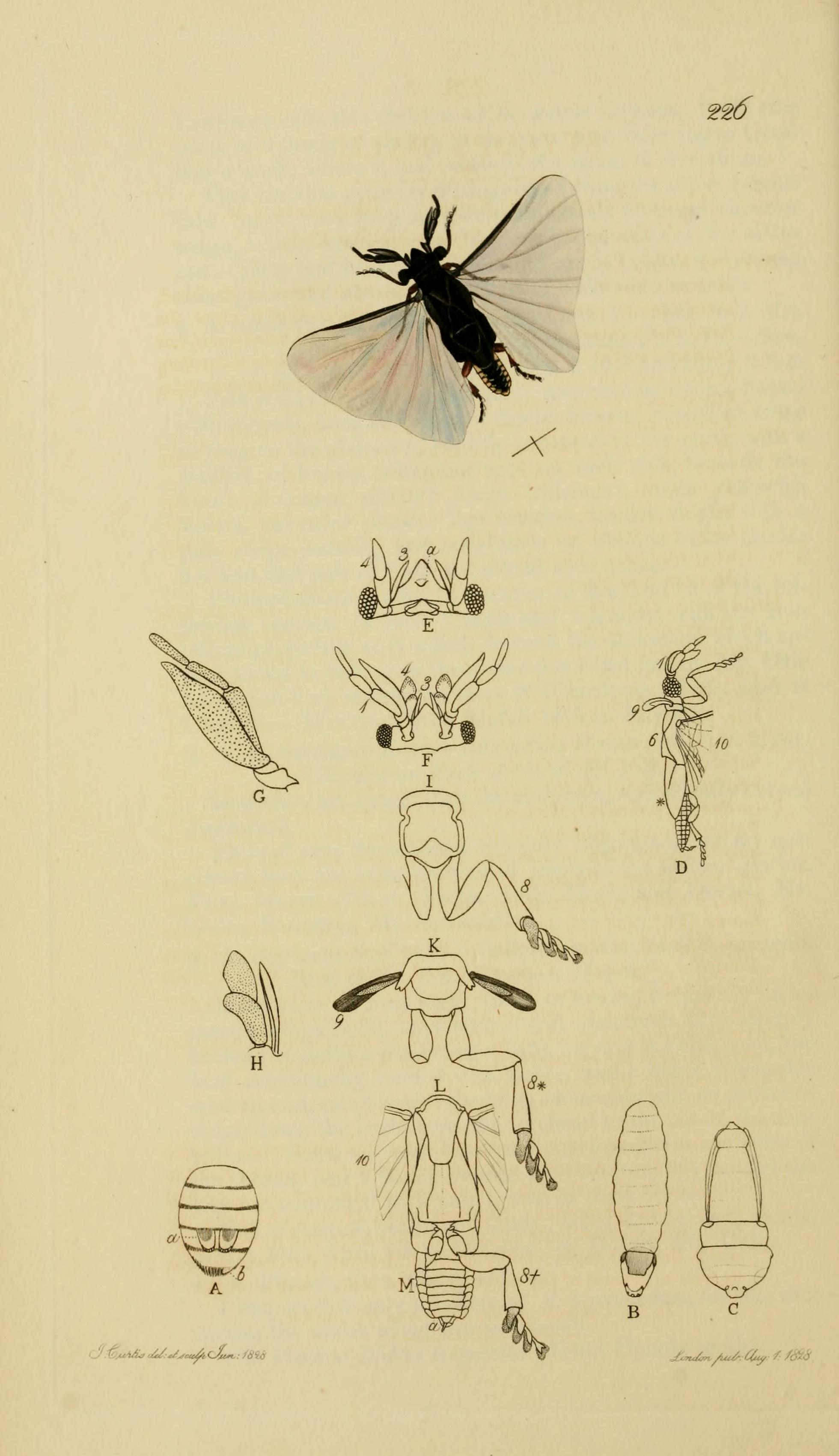
Stylops dalii

Stylopidae (лат.) — семейство веерокрылых насекомых, крупнейшее в отряде Strepsiptera. Около 250 видов.

## Описание
Встречаются повсеместно (в Европе около 15 видов). Антенны широкие и сплющенные. Цефалоторакс самок сплющенный, неукороченный. Усики самцов 4-члениковые (Xeninae) или 6-члениковые (Stylopinae). Мандибулы и максиллы развиты. Лапки самцов 4-члениковые без коготков.
Паразитируют на перепончатокрылых насекомых: подсемейство Stylopinae на пчёлах Apoidea, Xeninae — на настоящих осах Vespoidea, Paraxeninae — на роющих осах Sphecoidea.

## Систематика
Выделяют около 10 современных родов и около 250 видов. Известен ископаемый род Jantarostylops, найденный в Балтийском янтаре (Эоцен).
Подсемейства Paraxeninae и Xeninae в последнее время рассматривается в статусе отдельного семейства Xenidae (119 видов, 13 родов).
- Stylopinae Kirby, 1813[7]
  - Crawfordia Pierce, 1908[8][9]
  - Eurystylops Bohart, 1943
  - Halictoxenos Pierce, 1908[8][10]
  - Hylecthrus Saunders, 1850
  - †Jantarostylops Kulicka, 2001 — 1 вид (J. kinzelbachi)[11]
  - Melittostylops Kinzelbach, 1971
  - Stylops Kirby, 1802 — более 100 видов, все — паразиты пчёл рода Andrena (S. aburanae, S. advarians, S. aino, S. bipunctatae, S. borealis, S. bruneri, S. californicus, S. circularis, S. claytoniae, S. collinus, S. cornii, S. crawfordi, S. cressoni, S. dominiquei и другие)
    - †S. neotropicallis[12]

  - Ulrichia Kinzelbach, 1971

Исключённые группы
- Paraxeninae Kinzelbach, 1978 (с 2022 Xenidae)
  - Paraxenos Saunders, 1872
- Xeninae Saunders, 1872 (Kinzelbach, 1978) (с 2022 Xenidae)
  - Brasixenos Kogan & Oliveira, 1966
  - Deltoxenos Benda et al., 2022
  - Eupathocera Pierce, 1908
  - Macroxenos Schultze, 1925
  - Nipponoxenos Kifune & Maeta, 1975 (1 вид, Nipponoxenos vespularum)
  - Leionotoxenos Pierce, 1909
  - Paragioxenos Ogloblin, 1923 (1 вид, Paragioxenos brachypterus)[13]
  - Paraxenos Saunders, 1872
  - Pseudoxenos Saunders, 1872
  - Sphecixenos Benda et al., 2022
  - Tachytixenos Pierce, 1911 (1 вид, Tachytixenos indicus)
  - Tuberoxenos Benda et al., 2022
  - Xenos Rossi, 1793[14][15] (Xenos vesparum)